# Dekanat Slunjski
Dekanat Slunjski – jeden z 5 dekanatów rzymskokatolickich wchodzących w skład diecezji gospicko-seńskiej w Chorwacji. 
Według danych na październik 2015 roku, w jego skład wchodziło 9 parafii.

## Lista parafii
Źródło:
| Lp. | Miejscowość     | Parafia                                        | Proboszcz           | Kościół                                                    | Grafika |
| --- | --------------- | ---------------------------------------------- | ------------------- | ---------------------------------------------------------- | ------- |
| 1   | Cetingrad       | Parafia Wniebowzięcia Najświętszej Maryi Panny | mons. Marijan Ožura | Kościół Wniebowzięcia Najświętszej Maryi Panny w Cetingrad |         |
| 2   | Cvitović        | Parafia św. Mikołaja, biskupa                  | Antonio Čutura      | Kościół św. Mikołaja w Cvitović                            |         |
| 3   | Drežnik Grad    | Parafia św. Antoniego Padewskiego, zakonnika   | Mile Šajfar         | Kościół św. Antoniego Padewskiego w Drežnik Grad           |         |
| 4   | Hrvatski Blagaj | Parafia Ducha Świętego                         | Mile Pecić          | Kościół Ducha Świętego w Hrvatski Blagaj                   |         |
| 5   | Lađevac         | Parafia św. Jerzego, męczennika                | Antonio Čutura      | Kościół św. Jerzego w Lađevac                              |         |
| 6   | Rakovica        | Parafia św. Heleny                             | Petar Bogut         | Kościół św. Heleny w Rakovica                              |         |
| 7   | Slunj           | Parafia Trójcy Przenajświętszej                | Mons. Mile Pecić    | Kościół Trójcy Przenajświętszej w Slunj                    |         |
| 8   | Vaganac         | Parafia Podwyższenia Krzyża Świętego           | Mile Šajfar         | Kościół Podwyższenia Krzyża Świętego w Vaganac             |         |
| 9   | Zavalje         | Parafia św. Franciszka z Asyżu                 | b.d.                | Kościół św. Franciszka z Asyżu w Zavalje                   |         |